# Phyllodoce deflexa
Phyllodoce deflexa är en ljungväxtart som beskrevs av Ren Chang Ching och H.P. Yang. Phyllodoce deflexa ingår i släktet lappljungssläktet, och familjen ljungväxter. Inga underarter finns listade i Catalogue of Life.